# Georg Reichwein den yngre
 Der er flere personer med dette navn, se Georg Reichwein.
Georg Reichwein (død 1715) var en dansk-norsk officer, far til Lorentz Reichwein.
Han var søn af generalmajor Georg Reichwein. Reichwein blev udnævnt til kaptajn i 1658 og chef for Sør-Gudbrandsdalske kompani, major i 1675 og oberstløjtnant i 1682. Efter udbygningen af Kongsvinger Fæstning blev han dennes første kommandant i 1683. Her forblev han til 1689, da han blev forfremmet til oberst.
Som højstående militær, og efter at faderen var blevet adlet i 1655, var Reichwein en betydelig person i Lillehammer/Fåberg-distriktet, hvor han boede og besad en række gårde, blandt andre Jørstad på Fåberg, Hammer, Sorgendal og Vingnes ved Lillehammer. Fra 1695 boede han på Vingnes, hvor han er omtalt som levende i sit andet ægteskab, med Catharina Sverdrup. Han er kendt for at have givet generøse gaver til kirkerne i området, blandt andet fattigblokken til Fåberg Kirke og altertavlen til Lillehammer Stavkirke. Begge disse genstande befinder sig nu i Garmo stavkirke på Maihaugen.
Altertavlen har følgende indskrifter: På gesimsen over nadverscenen står følgende: "Foræret af wellbaarne Her: Obriste GEORG REICHWEIN till Wingenes oc Hands vellbr Frue CATHARINA Sverdrup: 1695". På gesimsen over står: "GIORDT OC STAFFERET AF SIGVARD GUTTORMsön".
Den mest værdifulde gave, som Reichwein og Sverdrup gav til en kirke, var dåbsfadet af sølv i Vang Kirke ved Hamar. Catharina Sverdrup var datter af en tidligere sognepræst i Vang, og efter ham var hendes bror sognepræst der. Catharina Sverdrup og hendes mand ville gravlægges i denne kirke, og dette forklarer den generøse gave.